# Norrøne spor
Norrøne spor är det åttonde studioalbumet med det norska viking metal/folk metal-bandet Einherjer. Albumet släpptes 2018 av skivbolaget Indie Recordings. En tidig promo-version innehåller ett spår 11, "Deaf Forever" (Motorhead cover) (4:25), som inte finns på några av de officiella utgåvarna.

## Låtlista
1. "The Spirit of a Thousand Years" – 4:19
2. "Mine våpen mine ord" – 4:00
3. "Fra konge te narr" – 5:12
4. "Kill the Flame" – 4:23
5. "Mot vest" – 5:16
6. "Spre vingene" – 3:55
7. "The Blood Song" – 5:33
8. "Døden tar ingen fangar" – 4:07
9. "Tapt uskyld" – 4:23
10. "Av djupare røtter" – 6:51

## Medverkande
Musiker (Einherjer-medlemmar)
- Frode Glesnes – basgitarr, sång
- Aksel Herløe – gitarr
- Gerhard Storesund – trummor, keyboard
- Ole Sønstabø – sologitarr

Produktion
- Frode Glesnes – musikproducent, ljudtekniker, ljudmix
- Jaime Gomez Arellano – mastering (i Orgone Studios, Bedfordshire, England)
- Costin Chioreanu – omslagsdesign